# Johan Eliasch
Johan Eliasch (Estocolmo, fevereiro de 1962) é um homem de negócios milionário da Suécia, baseado em Londres.
É o presidente e diretor-executivo da empresa que fabrica artigos esportivos Head. Eliasch é também um banqueiro e um produtor de filmes.

## Compra de terras na Amazônia
Eliasch é apontado como o maior comprador de terras amazônicas, além de ser co-presidente da ONG Cool Earth.
Em 2005, Johan Eliasch teria adquirido 400.000 acres (1.600 km²) de terras na Floresta Amazônica da Gethal, uma madeireira brasileira extinta. A área é maior do que a da cidade de São Paulo. 
Em entrevista à apresentadora Patrícia Poeta, do Fantástico, da Rede Globo, transmitida ao público em 1 de junho de 2008, Eliasch afirma que comprou as terras porque gosta de árvores e do Brasil, e também por razões de preservação da floresta.
Pouco tempo depois da entrevista ter sido veiculada, ainda em 2008, a empresa Gethal recebeu multa do IBAMA, no valor de 450 milhões de reais ,por suposto desmatamento ilegal da floresta. Após refazer cálculos a multa foi reduzida pelo Ibama para 381.2 milhões de reais e posteriormente para 274.2 milhões de reais. Tais multas foram, porém, canceladas administrativamente pelo próprio IBAMA em 2013.
Em matéria publicada na revista Carta Capital em fevereiro de 2020, a Gethal foi listada em quarto lugar dentre as empresas que mais receberam multas do IBAMA. A matéria também menciona que Johan Eliasch teria deixado "um rastro de destruição na floresta". A matéria da revista Carta Capital omitiu o cancelamento das multas acima mencionado, o que excluiria a empresa Gethal da lista das empresas no Brasil com maior número de multas ambientais.